# Kisenyed

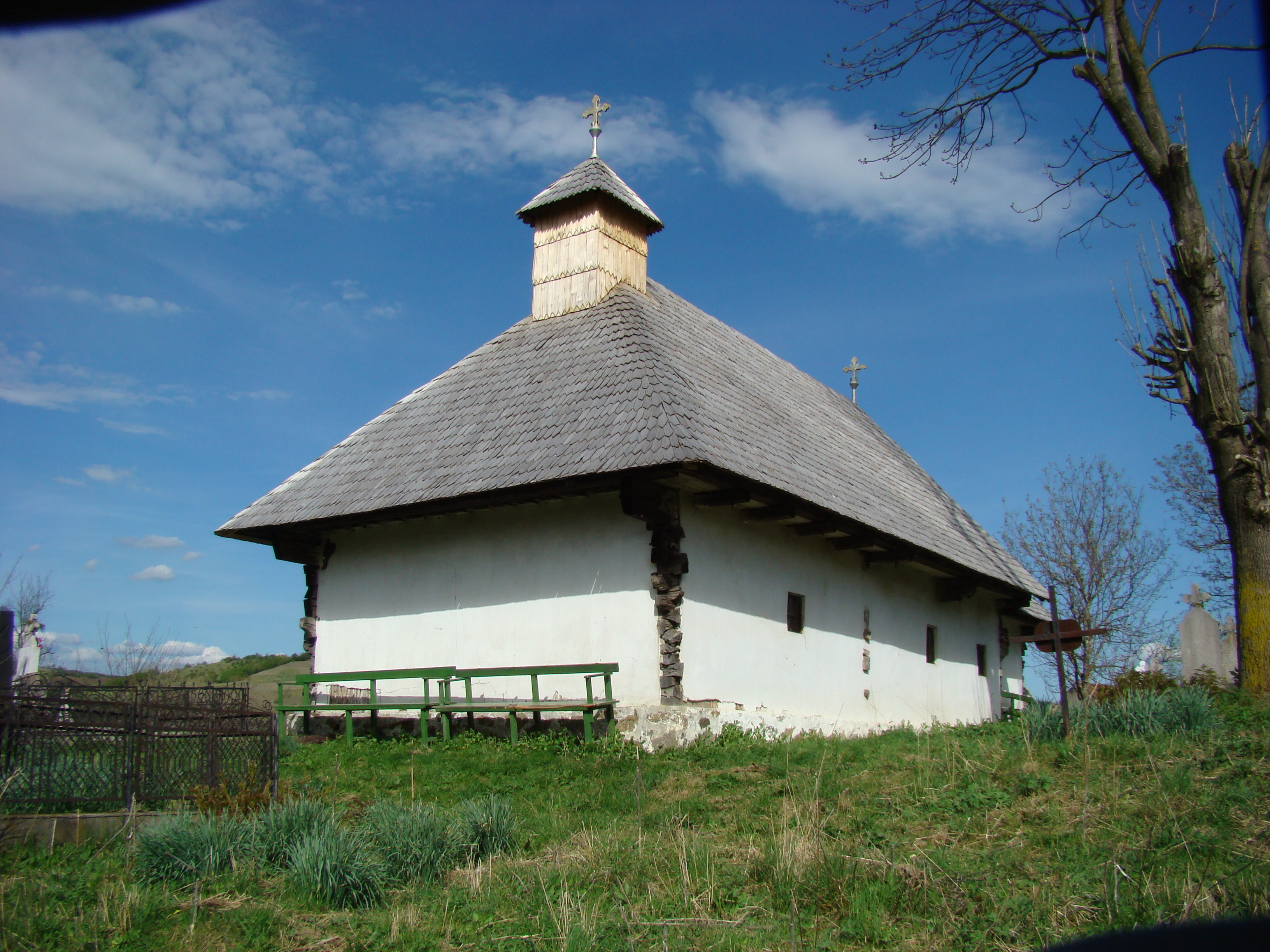
A kisenyedi ortodox fatemplom

Kisenyed (románul: Sângătin, németül: Kleinenyed, szász nyelven Klinonyeten) falu Romániában, Erdélyben, Szeben megyében.

## Fekvése
Gyulafehérvártól 26 kilométerre délkeletre fekszik.

## Nevének eredete
Először 1292-ben, Enyed néven említették, majd 1335-ben Enyd Saxonica, 1439-ben pedig Kys Enyed. Nevét Szent Egyedről kapta. Román neve (1805, Szingetyin) alighanem egy szász *San Angetn alak átvétele.

## Története
Fehér, később Alsó-Fehér vármegyéhez tartozott. Középkor végi szász lakossága 1600 és 1603 között elpusztult. Helyükre magyar kisnemesek és román jobbágyaik költöztek. Fennmaradt Balpataki János kisenyedi házának leírása 1694-ből. Református egyháza 1766-ban Buzd, Hosszútelke és Kisludas filiákkal együtt 98 férfit és 158 asszonyt számlált.
A falu volt a helyszíne az 1848–49-es erdélyi polgárháború egyik legkorábbi, magyar polgári lakosságot sújtó tömeges vérengzésének. Az itt élő mintegy negyven magyar nemesi család október első felében körülbelül négyszáz, a környékről a román parasztság fegyverkezése elől idemenekült magyarnak nyújtott menedéket. Október 14-én egy Balázsfalváról érkezett csapat ostrom alá vette Zsigmond Elek udvarházát, ahová a magyarok húzódtak. A védők három napig tartották magukat, majd a Generalcommando küldöttjeinek közvetítésével megegyeztek, hogy szabad elvonulás fejében leteszik a fegyvert. A Ioan Moldovan főbíró vezette vízaknai román nemzetőrség, amely a vérontást akarta megakadályozni, későn érkezett, és miután a magyarok megadták magukat, a felkelők mégis legyilkoltak közülük 175 főt.
A település a 20. század elején Alsó-Fehér vármegye egyik járásának központja volt. 1919-től 1925-ig ismét református iskolája működött.
1910-ben 926 lakosából 863 volt román és 57 magyar anyanyelvű; 442 ortodox, 427 görögkatolikus és 47 református vallású.
2002-ben 326 lakosából 325 volt román nemzetiségű; 324 ortodox vallású.

## Látnivalók
- Ortodox fatemploma a 18. század közepén épült. 1969–70-ben rekonstruálták.

## Híres emberek
- Itt született Farkas Sándor reformkori politikus, 1848–49-ben vésztörvényszéki bíró.